# Raoul and the Kings of Spain
Raoul and the Kings of Spain ist das fünfte Studioalbum der britischen Band Tears for Fears. Das Album erschien am 9. Oktober 1995 bei Epic Records.

## Entstehungsgeschichte
Auch für das zweite Album nach der Trennung von Curt Smith komponierte Orzabal wieder mit Alan Griffiths. Das Album wurde mit der Elemental-Tourband in Los Angeles und in Orzabals Heimstudio in Bath weitgehend live eingespielt und von Orzabal, Griffiths und Tim Palmer produziert. Als Rhythmusgruppe fungierten der als Songwriter für Sheryl Crows Album Tuesday Night Music Club bekannte amerikanische Schlagzeuger Brian McLeod und die spätere Bassistin bei David Bowie, Gail Ann Dorsey. Neben Orzabal und Griffiths, die beide Gitarre und Keyboards spielten, steuerten Jeffrey Trott Gitarre und Jebin Bruni Hammondorgel bei. Toningenieur Mark O'Donoughe übernahm Backing-Vocals.
Bei Me and My Big Ideas hat Oleta Adams einen Gastauftritt.
Die Veröffentlichung des bereits 1994 weitgehend fertiggestellten Albums verzögerte sich durch den Wechsel von Mercury Records zu Epic Records. Die endgültige Version hatte eine andere Trackliste als die erste, noch bei Mercury erschienene Promo-Version, auf welcher "Queen of Compromise" anstelle von "Humdrum and Humble" und "I Choose You" enthalten war. Der Albumtitel nimmt Bezug auf Orzabals spanisch-argentinische Wurzeln und existierte schon Jahre vor dem gleichnamigen Song (er war schon für The Seeds of Love als Arbeitstitel im Gespräch, live im Cover von All You Need is Love eingebaut und hätte auch der Name von Orzabals neuer Band sein können, bevor er sich zur Fortführung des TFF-Namens entschied). Orzabal wurde als Roland Jaime Orzabal de la Quintana geboren. Orzabals 1991 geborener Sohn trägt den Namen Raoul.
Da die Singles nicht mehr bei Mercury erschienen, sondern bei Epic, konnten die vielen Single-B-Seiten (darunter das ursprünglich für die LP vorgesehene Queen of Compromise) nicht für die Raritätensammlung Saturnine Martial and Lunatic berücksichtigt werden. 2009 veröffentlichte das Label Cherry Red schließlich eine Neuauflage des Albums mit neuen Liner-Notes und beinahe allen B-Seiten als Bonustracks; fehlend hierbei lediglich die Liveversion des Radiohead-Songs Creep, die allerdings in manchen digitalen Versionen der Veröffentlichung enthalten ist (auf die physische CD hätte das Stück nicht mehr gepasst).

## Rezeption
Tom Demalon rezensierte das Album für die Musikdatenbank Allmusic als uninspiriert („There seems to be a lack of ideas“). Die zwar schöne, aber unaufgeregte Musik kratze an den Grenzen von Progressive Rock, werde aber durch Orzabals unverständliche bis alberne Texte entwertet.

## Titelliste
| #   | Titel                         | Autor(en)          | Länge |
| --- | ----------------------------- | ------------------ | ----- |
| 1.  | Raoul and the Kings of Spain  | Orzabal, Griffiths | 5:16  |
| 2.  | Falling Down                  | Orzabal            | 4:56  |
| 3.  | Secrets                       | Orzabal, Griffiths | 4:42  |
| 4.  | God's Mistake                 | Orzabal, Griffiths | 3:47  |
| 5.  | Sketches of Pain              | Orzabal            | 4:21  |
| 6.  | Los Reyes Católicos           | Orzabal, Griffiths | 1:44  |
| 7.  | Sorry                         | Orzabal, Griffiths | 4:48  |
| 8.  | Humdrum and Humble            | Orzabal, Griffiths | 4:48  |
| 9.  | I Choose You                  | Orzabal            | 3:26  |
| 10. | Don't Drink the Water         | Orzabal, Griffiths | 4:51  |
| 11. | Me and My Big Ideas           | Orzabal, Griffiths | 4:33  |
| 12. | Los Reyes Católicos (Reprise) | Orzabal, Griffiths | 3:43  |

Bonustracks 2009:
| #   | Titel                                   | Autor(en)                                         | Länge |
| --- | --------------------------------------- | ------------------------------------------------- | ----- |
| 13. | All of the Angels                       | Orzabal, Griffiths                                | 4:30  |
| 14. | The Madness of Roland                   | Orzabal, Griffiths                                | 5:10  |
| 15. | Queen of Compromise                     | Orzabal, Griffiths, Dorsey, Bruni, MacLeod, Trott | 3:56  |
| 16. | Until I Drown                           | Orzabal, Griffiths                                | 3:22  |
| 17. | War of Attrition                        | Orzabal, Griffiths                                | 3:44  |
| 18. | Raoul and the Kings of Spain (Acoustic) | Orzabal, Griffiths                                | 4:28  |
| 19. | Break It Down Again (Acoustic)          | Orzabal, Griffiths                                | 3:13  |